# エスペラント諸語
エスペラント諸語（エスペラントしょご、Esperantido）とはエスペラントから派生した全ての姉妹言語を指す用語である。かつてはイド語を指していた。エスペラントでの語であるEsperantidoはEsperanto「エスペラント」に-ido「子ども、子孫」という接尾辞をつけたもので、直訳すると「エスペラントの子孫」となる。
これらはエスペラント、あるいは他のエスペラント諸語の弱点や欠点に対処するために作られたものが多いが、ゲームのために作られたものもある（例：ことのはアムリラート）。主なエスペラント諸語にはイド語やアルカイカム・エスペラントムなどが存在している。これらはいずれも文法や単語などの面で非常に似通っており、一定程度の相互理解性を有している。